# 庫布里亞基
47°5′5″N 31°19′50″E / 47.08472°N 31.33056°E
庫布里亞基（烏克蘭語：Кубряки），是烏克蘭南部的村莊，隸屬尼古拉耶夫州的尼古拉耶夫區。該村始建於1861年，面積0.77平方公里，海拔高度56米，2001年人口305，人口密度每平方公里396.1人。